# Klimatzon

En uppdaterad klimatkarta, ursprungligen av Köppen-Geiger

Klimatzon är ett geografiskt område som kännetecknas av likartat klimat.
Man brukar tala om 4 (7) olika klimatzoner:
- den tropiska zonen
- de subtropiska zonerna
- de tempererade zonerna
- och polarzonerna

## Historia
Begreppet om klimatzoner var först en hypotes i antikens Grekland, framtagen av filosofen Parmenides, och senare modifierad av Aristoteles. Båda filosofernas teorier baserade på att jorden var uppdelad i tre typer av klimatzoner, baserat på deras avstånd från ekvatorn.
Liksom Parmeneides, som trodde att området nära ekvatorn var för varmt för att bosätta sig vid, kallade Aristoteles regionen runt ekvatorn (från 23,5°N till 23,5° S) för den tropiska zonen. Båda filosoferna beräknade att regionen från polcirkeln till polens topp skulle vara permanent fryst, och därmed obeboelig. De kallade denna zonen för polarzonen. Det enda område som troddes vara beboeligt var den norra tempererade zonen (den södra hade inte upptäckts än), som ligger mellan polarzonen och den tropiska zonen. Människor har dock bosatt sig på alla klimatzoner på jorden, inklusive inuti polcirkeln.
Då kunskapen om jordens geografi ökade, upptäcktes en andra tempererad zon söder om ekvatorn och en andra polarzon upptäcktes runt Antarktis. Även om Aristoteles karta var förenklad var den ursprungliga tanken korrekt. Idag är det mest använda klimatklassifikationssystemet Köppens klimatklassifikation, som utvecklats av den tysk/ryska klimatologen och botanikern Wladimir Köppen (1846-1940), som delar världen i fem stora klimatregioner, baserat på genomsnittlig nederbörd per år, månad och genomsnittlig månadstemperatur.